# Masterboy
 (novembre 2023).
Si vous disposez d'ouvrages ou d'articles de référence ou si vous connaissez des sites web de qualité traitant du thème abordé ici, merci de compléter l'article en donnant les références utiles à sa vérifiabilité et en les liant à la section « Notes et références ».
Masterboy est un groupe d'eurodance allemand formé par Tommy Schleh et Enrico Zabler au début des années 1990 qui a eu du succès en Europe, en Asie, en Océanie et en Amérique du Sud au milieu des années 1990. Ils sont l'un des groupes les plus représentatifs du phénomène eurodance. Les chansons les plus célèbres de Masterboy sont : Everybody Needs Somebody, Generation of Love, I Got to Give it Up, Feel The Heat of The Night et Is This The Love.

## Histoire

### Création et succès
En 1989, Enrico Zabler et un de ses amis, Tommy Schleh, créent le groupe Masterboy et engagent le rappeur David Atterberry et la chanteuse Mendy Lee pour les représenter sur scène. Ils enregistrent le premier album mais la sauce ne prend pas autour des deux interprètes, le public souhaitant plutôt voir Enrico et Tommy. Ils décident alors de trouver une autre chanteuse et Enrico songe à Beatrice Obrecht, surnommée Trixi, qu'il avait rencontré plus tôt lors d'un concert à Pforzheim (Allemagne).
En 1993, le groupe ainsi formé avec sa nouvelle chanteuse qui prend le nouveau nom de Trixi, sort son premier gros succès, Fall in trance. Ce titre se classera dans plusieurs pays européens. Ensuite, lors de la sortie du single suivant, Everybody needs somebody, le groupe tourne son premier clip vidéo avec Trixi, ce qui permet au public de découvrir le visage de la nouvelle voix féminine de Masterboy : c’est l’explosion pour le groupe, le titre se classe dans une vingtaine de pays tout autour de la planète.
Par la suite, Masterboy sortira une série de tubes, pour la plupart classés dans les "top" de nombreux pays. Leur plus gros succès restera Feel the heat of the night, plusieurs fois disque d’or et en bonne position dans les classements durant plusieurs mois. L’album Different Dreams sera disque d’or en France. Le groupe part en tournée tout autour de la planète et constate que son succès est mondial.
Contrairement à l’écrasante majorité des chanteuses eurodance, Masterboy fait intervenir Trixi dans la composition de la quasi-totalité de ses titres, ce qui lui offre une importance dans le succès du groupe.
À la fin de 1993, Masterboy participe au projet Cardenia (composé de reprises de titres italo-disco), et sort le titre Living on video, de Trans-X, Trixi y participe, et bien que ce ne soit pas indiqué officiellement, les fans reconnaissent la voix de la chanteuse et n'ont aucun doute sur son identité. Le projet se poursuit avec d'autres titres tels que Happy Station de Fun Fun ou Passion de The Flirts.
Masterboy produit l'album de Ice MC, Dreadatour, en 1996, et intervient également dans des remixes pour Ann Lee, 2 times ou Activate Save Me.

### Déclin
En 1996, alors que le succès de l'eurodance en général et celui de Masterboy en particulier sont à leur apogée, le groupe perd sa chanteuse charismatique Trixi Delgado après la sortie et la réussite de l'album Generation of love. Celle-ci annonce vouloir prioriser sa vie privée, mais les conditions de son départ sont floues pour la plupart des observateurs, ce qui donne lieu à l'apparition de rumeurs sur les réelles motivations de la chanteuse.
De nouvelles chanteuses, Linda Rocco et Anabel Kay, prendront la suite mais cette nouvelle formation ne parvient pas à atteindre le même succès qu'avant : bien que le déclin de l'eurodance à cette période a une part de responsabilité dans les contre-performances commerciales de Masterboy, le départ de Trixi est un gros coup dur pour le groupe, qui ne parvient pas à le compenser pleinement.
Celui-ci se retrouve même sans chanteuse, et sort même un single de reprise en 2001, Ride like the wind, avec Enrico Zabler seul à la voix. Il continue par ailleurs à animer des rave parties en Allemagne en utilisant le nom de Masterboy.

### Tentative de relance avec Trixi
En 2002, alors que le groupe semble s'orienter vers un anonymat total, Tommy Schleh (alias DJ Klubbingman, résident du fameux Kinki Palace à Sinsheim) décide de tirer un bilan du glorieux passé de Masterboy, et il demande à Enrico Zabler de contacter Trixi, avec qui ils sont restés en froid depuis le départ de celle-ci six ans plus tôt.
Le trio se retrouve dans un hôtel de Pforzheim, et entame une longue discussion au cours de laquelle chacun a découvert que l'origine de leur différend n'était finalement qu'un malentendu. Des regrets apparaissent pour la chanteuse, notamment sur son choix de quitter le groupe, et sur cette séparation au bout du compte largement évitable, qui a vraisemblablement conditionné la réussite toute relative de Masterboy sur la seconde moitié des années 1990.
Fort de ces retrouvailles positives, Masterboy se reconstitue sous la forme avec laquelle il a connu le succès, avec Trixi au chant, et le résultat de cette réconciliation prend la forme du titre I need a lover tonight, un morceau qui semble, selon les observateurs, plus abouti que les derniers que le groupe avait sorti sans Trixi. Cette dernière participe à l'écriture et non à la composition et elle déclara durant la session d’enregistrement qu'elle avait l'impression d'être de retour dans sa famille, et Tommy et Enrico l'ont retrouvée plus motivée que jamais pour faire un nouveau carton.
Avant cela, Tommy Schleh sort le single (We Call It) Revolution, crédité DJ Klubbingman feat. Trixi Delgado, avec un relatif succès.
Malheureusement, le retour de Masterboy ne se fera pas avec la même réussite que durant les années 90. Le nouveau titre ne sortira qu'en Allemagne, tandis que lors d'un passage sur la chaîne de télévision allemande Viva, le groupe parle d'un album à venir, qui n'a, à ce jour, pas fait son apparition dans les bacs.
Le retour de Trixi n'aura donc pas suffi à ramener Masterboy aux souvenirs de son ancienne gloire, et le groupe sort en 2003 ce qui sera son dernier single en date, Feel the heat of the night 2003, la deuxième reprise de leur propre titre, sorti dans l'anonymat.
Fin 2010, Tommy Schleh, Trixi Delgado et Enrico Zabler se retrouvent au studio "Sound Factory Tonstudio" et annoncent sur internet le retour de Masterboy, avec de nouveaux titres et un album prévus pour le début de l'année 2012.
Le titre Are you ready (We love the 90's) sort en 2018, au crédit de "Masterboy & Beatrix Delgado".

## Albums
- Masterboy Family (1991)
- Feeling Alright (1993)
- Different Dreams (1994)
- Generation of Love (1995)
- Colours (1996)
- Singles collection (1997)
- Best Of Masterboy (2000)
- The Heat Of The Night (2001)
- The Best (2006)
- US Album (2006)
- Greatest Hits of the 90's & Beyond (2008)

## Singles
- Ride Like The Wind (2000)

### Avec Trixi
- I Got To Give It Up (1993)
- Everybody Needs Somebody (1993)
- Feel the Heat Of The Night (1994)
- Is This The Love (1994)
- Different Dreams (1995)
- Megamix (1995)
- Generation Of Love (1995)
- Anybody (Movin'On) (1995)
- Land Of Dreaming (1996)
- Baby Let It Be (1996)
- I Need A Lover Tonight (2002)
- Feel The Heat Of The Night 2003 (2003)
- Are You Ready (We Love the 90s) (2018)

### Avec Linda Rocco
- Show Me colours (1996)
- Mister Feeling (1996)
- La Ola Hand In Hand (1997)
- Just For You (1997)

### Avec Anabel Kay
- Porque Te Vas (1999)
- I Like To Like It (2000)

## Vidéographie

### Clips
- 1997 : Just For You, tiré de Colours, dirigé par Patric Ullaeus